# Labes
Pour les articles homonymes, voir Labes (homonymie).

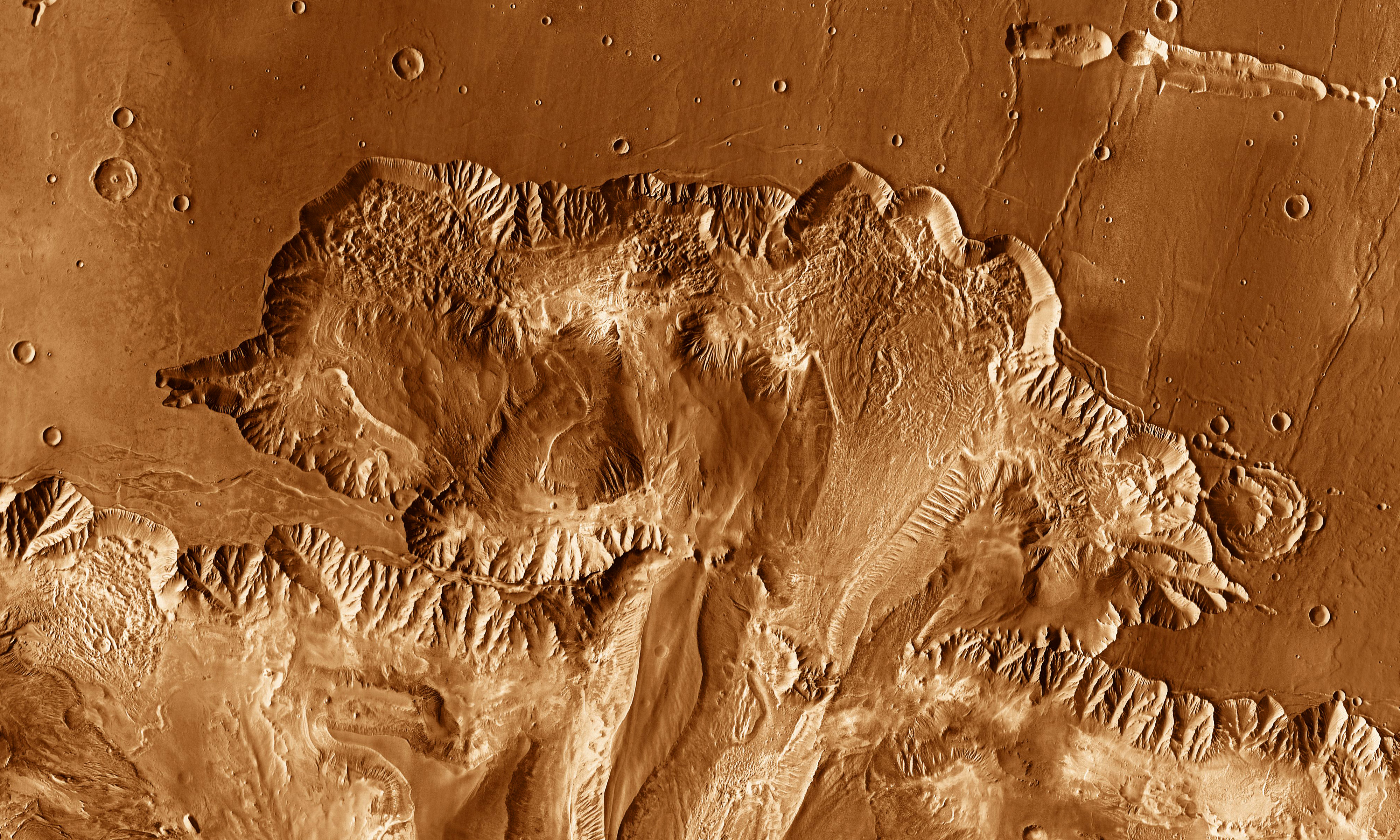
Vue de Ophir Chasma, avec une portion de Candor Chasma en bas, partie du système de Valles Marineris sur Mars

Labes (pluriel labēs) est un mot d'origine latine désignant une forte déclinaison ou un effondrement, en particulier au niveau du sol. Il est utilisé sur Mars pour désigner d'énormes glissements de terrain, tous localisés sans exception au sein de Valles Marineris.